# Glöm inte att du ska dö
Glöm inte att du ska dö (franska: N'oublie pas que tu vas mourir) är en fransk dramafilm från 1995 i regi av Xavier Beauvois.

## Utmärkelser
Filmen vann Prix du Jury vid filmfestivalen i Cannes 1995.

## Roller (urval)
- Xavier Beauvois – Benoît
- Chiara Mastroianni – Claudia
- Roschdy Zem – Omar
- Bulle Ogier – Benoîts mor
- Jean-Louis Richard – Benoîts far
- Emmanuel Salinger – militärläkaren
- Jean Douchet – Jean-Paul
- Pascal Bonitzer – psykiatern
- Cédric Kahn – Benoîts vän
- Stanislas Nordey – Benoîts vän
- Patrick Chauvel – militärkommendanten